# Longavesnes
Longavesnes és un municipi francès situat al departament del Somme i a la regió dels Alts de França. L'any 2007 tenia 100 habitants.

## Demografia

### Població

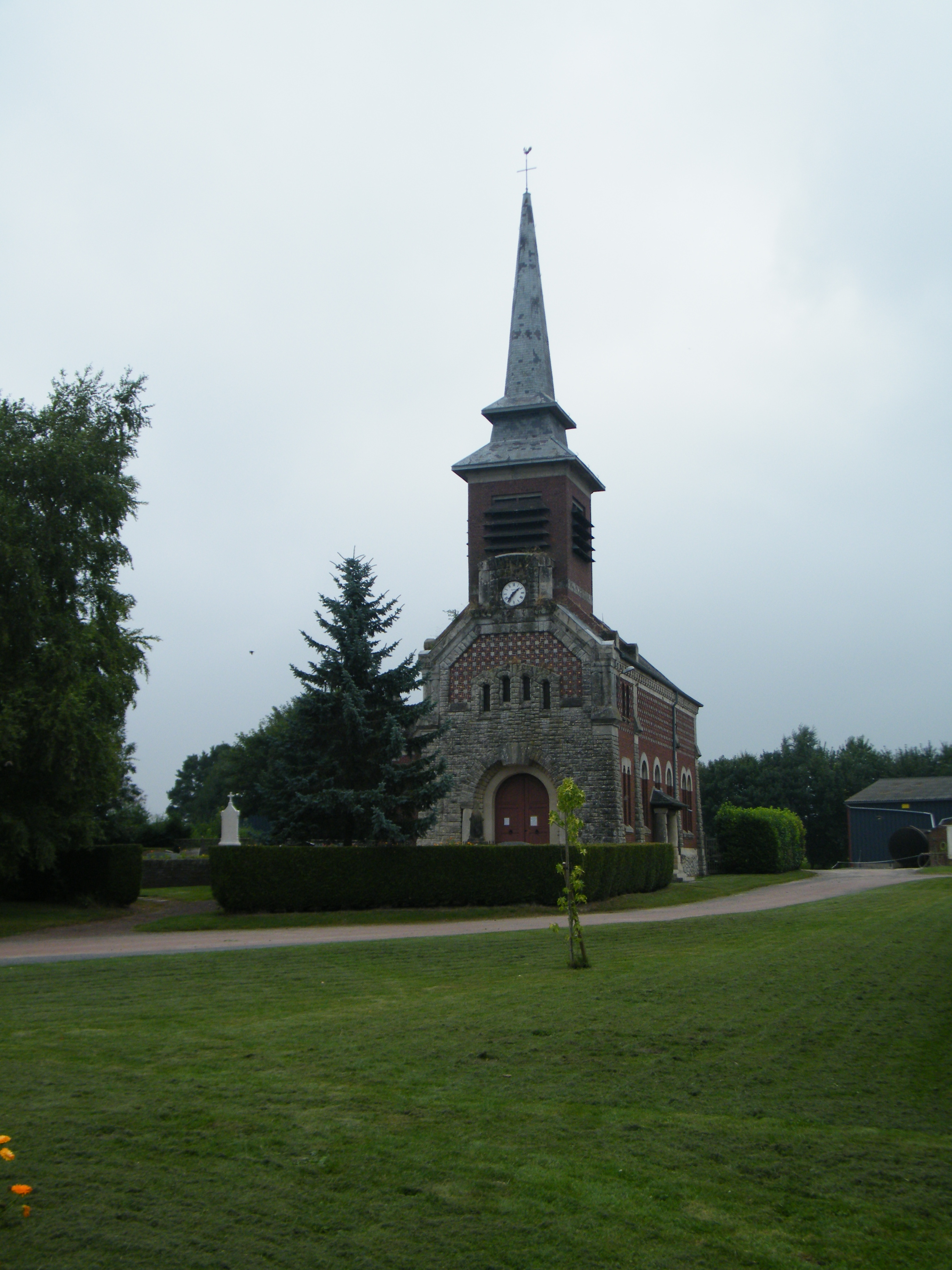

El 2007 la població de fet de Longavesnes era de 100 persones. Hi havia 47 famílies de les quals 19 eren unipersonals (5 homes vivint sols i 14 dones vivint soles), 9 parelles sense fills, 14 parelles amb fills i 5 famílies monoparentals amb fills.
La població ha evolucionat segons el següent gràfic:
Habitants censats

### Habitatges
El 2007 hi havia 54 habitatges, 44 eren l'habitatge principal de la família, 4 eren segones residències i 6 estaven desocupats. 53 eren cases i 1 era un apartament. Dels 44 habitatges principals, 35 estaven ocupats pels seus propietaris, 8 estaven llogats i ocupats pels llogaters i 1 estava cedit a títol gratuït; 1 tenia dues cambres, 2 en tenien tres, 15 en tenien quatre i 26 en tenien cinc o més. 33 habitatges disposaven pel capbaix d'una plaça de pàrquing. A 22 habitatges hi havia un automòbil i a 16 n'hi havia dos o més.

### Piràmide de població
La piràmide de població per edats i sexe el 2009 era:
| Homes | Edats   | Dones |
| ----- | ------- | ----- |
| 0     | 95 o +  | 4     |
| 0     | 90 a 94 | 0     |
| 0     | 85 a 89 | 4     |
| 0     | 80 a 84 | 0     |
| 0     | 75 a 79 | 0     |
| 4     | 70 a 74 | 4     |
| 0     | 65 a 69 | 0     |
| 4     | 60 a 64 | 4     |
| 4     | 55 a 59 | 4     |
| 4     | 50 a 54 | 4     |
| 8     | 45 a 49 | 0     |
| 0     | 40 a 44 | 4     |
| 4     | 35 a 39 | 4     |
| 4     | 30 a 34 | 4     |
| 0     | 25 a 29 | 0     |
| 4     | 20 a 24 | 4     |
| 12    | 15 a 19 | 0     |
| 4     | 10 a 14 | 0     |
| 4     | 5 a 9   | 12    |
| 0     | 0 a 4   | 4     |

## Economia

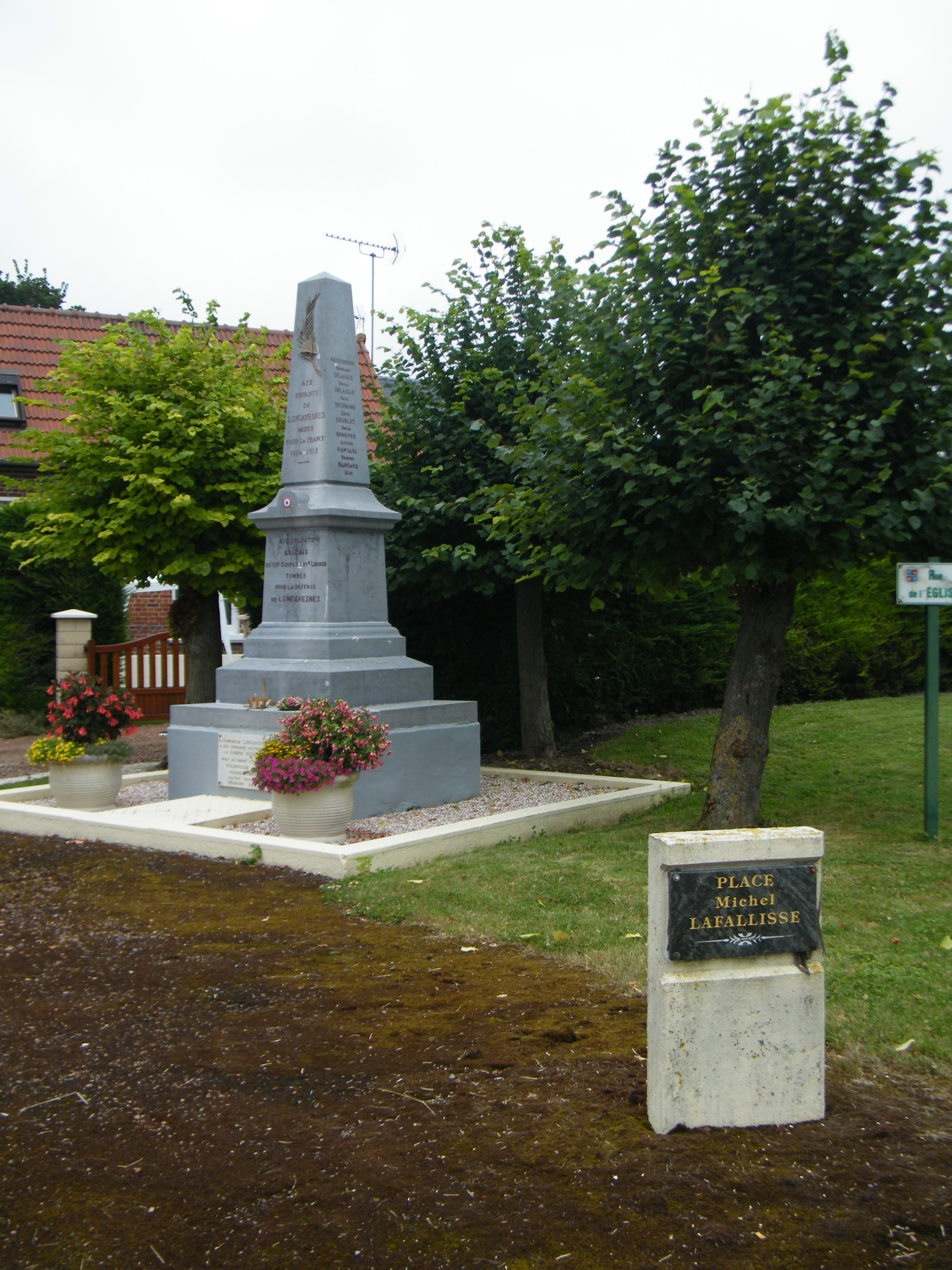

El 2007 la població en edat de treballar era de 57 persones, 43 eren actives i 14 eren inactives. De les 43 persones actives 38 estaven ocupades (22 homes i 16 dones) i 5 estaven aturades (2 homes i 3 dones). De les 14 persones inactives 3 estaven jubilades, 6 estaven estudiant i 5 estaven classificades com a «altres inactius».
Activitats econòmiques
Dels 6 establiments que hi havia el 2007, 1 era d'una empresa alimentària, 2 d'empreses de comerç i reparació d'automòbils, 1 d'una empresa financera, 1 d'una empresa de serveis i 1 d'una empresa classificada com a «altres activitats de serveis».
L'any 2000 a Longavesnes hi havia 5 explotacions agrícoles.

## Equipaments sanitaris i escolars
El 2009 hi havia una escola elemental integrada dins d'un grup escolar amb les comunes properes formant una escola dispersa.

## Poblacions més properes
El següent diagrama mostra les poblacions més properes.